# Rollhockey-Weltmeisterschaft 1964
Die Rollhockey-Weltmeisterschaft 1964 war die 16. Weltmeisterschaft in Rollhockey. Sie fand vom 23. Mai bis zum 31. Mai 1964 im Palau Municipal d’Esports de Barcelona in Barcelona statt. Organisiert wurde das Turnier von der Fédération Internationale de Roller Sports.
Die zehn teilnehmenden Mannschaften spielten im Liga-System gegeneinander. Mit Japan nahm zum ersten Mal eine Mannschaft aus Asien teil.
Es wurden 45 Spiele gespielt, in denen 326 Tore erzielt wurden. Sieger des Turniers wurde Spanien. Es war Spaniens vierter Titel.

## Teilnehmer
Am Turnier nahmen folgende elf Mannschaften teil:
| 7 aus Europa | Schweiz | Spanien (Gastgeber) | Portugal (Titelverteidiger) | Italien | Niederlande | Deutschland | England |  |

| 2 aus Südamerika | Argentinien | Uruguay |  |

| Eine aus Asien | Japan (Erstteilname) |  |

## Liga
| Mannschaften   | Japan  | Spanien 1945 | Argentinien | Niederlande | Uruguay | England | Deutschland Bundesrepublik | Italien | Schweiz | Argentinien |
| -------------- | ------ | ------------ | ----------- | ----------- | ------- | ------- | -------------------------- | ------- | ------- | ----------- |
| Japan          | -      |              |             |             |         |         |                            |         |         |             |
| Spanien        | (34:0) | -            |             |             |         |         |                            |         |         |             |
| Argentinien    | (28:0) | (0:1)        | -           |             |         |         |                            |         |         |             |
| Niederlande    | (12:0) | (0:4)        | (2:2)       | -           |         |         |                            |         |         |             |
| Uruguay        | (7:1)  | (1:2)        | (0:3)       | (2:6)       | -       |         |                            |         |         |             |
| England        | (13:1) | (0:7)        | (0:11)      | (0:4)       | (2:1)   | -       |                            |         |         |             |
| BR Deutschland | (11:1) | (2:7)        | (0:2)       | (2:3)       | (3:0)   | (3:1)   | -                          |         |         |             |
| Italien        | (12:0) | (1:2)        | (0:4)       | (2:1)       | (1:1)   | (8:0)   | (1:2)                      | -       |         |             |
| Schweiz        | (16:0) | (0:4)        | (0:7)       | (0:2)       | (5:2)   | (4:3)   | (5:1)                      | (2:3)   | -       |             |
| Argentinien    | (20:0) | (0:4)        | (4:7)       | (2:0)       | (1:1)   | (1:2)   | (3:2)                      | (1:2)   | (3:2)   | -           |

### Tabelle
| Pl. | Team           | Sp | S | U | N | Tore  | Diff | Punkte |
| --- | -------------- | -- | - | - | - | ----- | ---- | ------ |
| 1   | Spanien        | 9  | 9 | 0 | 0 | 65:3  | +62  | 18     |
| 2   | Portugal       | 9  | 7 | 1 | 1 | 64:7  | +57  | 15     |
| 3   | Italien        | 9  | 5 | 1 | 3 | 36:11 | +25  | 11     |
| 4   | Niederlande    | 9  | 5 | 1 | 3 | 30:14 | +16  | 11     |
| 5   | Argentinien    | 9  | 4 | 1 | 4 | 33:21 | +12  | 9      |
| 6   | Schweiz        | 9  | 4 | 0 | 5 | 34:25 | +9   | 8      |
| 7   | BR Deutschland | 9  | 4 | 0 | 5 | 25:23 | +2   | 8      |
| 8   | England        | 9  | 3 | 0 | 6 | 21:40 | −19  | 6      |
| 9   | Uruguay        | 9  | 1 | 2 | 6 | 15:20 | −5   | 4      |
| 10  | Japan          | 9  | 0 | 0 | 9 | 3:162 | −159 | 0      |